# Residente flora
De residente flora bestaat uit micro-organismen die de huid koloniseren en zich daar wel vermenigvuldigen. Na het wassen van de handen met water en zeep blijft de residente flora grotendeels aanwezig. Deze is dus veel moeilijker te verwijderen dan de transiënte flora. 
Alleen met behulp van een desinfecterend middel kan het aantal residente micro-organismen  worden teruggebracht. De residente flora bestaat voornamelijk uit: cutibacterium acnes en staphylococcus epidermidis. De meeste huidbacteriën leven in de haarfollikels en zweetklieren, want hier is het altijd vochtig.